# Nomada quinquefasciata
Nomada quinquefasciata är en biart som beskrevs av Schwarz 1981. Nomada quinquefasciata ingår i släktet gökbin, och familjen långtungebin. Inga underarter finns listade i Catalogue of Life.